# Ida May Mack
Ida May Mack oder Ida Mae Mack (* im 19. oder 20. Jahrhundert in Texas; † im 20. Jahrhundert) war eine US-amerikanische Country-Blues-Sängerin und Songwriterin. Sie nahm 1928 acht Lieder auf, vier davon je zweimal. Sechs dieser Titel wurden damals veröffentlicht. Über ihr Leben außerhalb der Musikindustrie ist wenig bekannt.

## Biografie
Über Macks Herkunft und ihre frühen Jahre ist wenig bekannt. 1928 reiste sie zusammen mit Bessie Tucker und Charlie Kyle im Zug nach Memphis, Tennessee, um für Victor Aufnahmen zu machen. Allgemein wird angenommen, dass sie in Texas zu Hause und Memphis der Standort des für sie am nächsten gelegenen Aufnahmestudios war.
Der in Dallas, Texas, geborene Pianist K. D. Johnson begleitete sowohl Mack als auch Tucker bei ihren Aufnahmen, die am 29. und 30. August 1928 stattfanden. Johnson wurde von einem anderen Pianisten, Whistlin’ Alex Moore, als „49“ in Erinnerung behalten; Mack bezeichnete Johnson während seiner Klaviersoli als „Mr. 49“, und sie komponierte das Stück „Mr. Forty-Nine Blues“, das sie auch aufnahm.
Mack machte zwölf Aufnahmen, von denen damals sechs veröffentlicht wurden. Unter den Aufnahmen waren alternative Versionen von vier Songs: Wrong Doin’ Daddy, Elm Street Blues, Mr. Forty-Nine Blues und Good-Bye Rider.
Im Jahr 1960 sagte der in Dallas ansässige Whistlin’ Alex Moore einem Interviewer, dass Mack und Tucker beide starke Frauen waren, mit denen man sich besser nicht anlegte (... tough cookies, don't mess with them ...). In einem Gespräch im Jahr 1972 konnte sich der Pianist jedoch nicht an die Namen der beiden Sängerinnen erinnern, was den Interviewer zu der Vermutung veranlasste, dass er aus ihren Aufnahmen seine eigenen Schlussfolgerungen gezogen hatte.
Alle Titel von Ida May Mack sind auf verschiedenen Kompilationen verfügbar. Über ihr Leben nach der Aufnahmesession ist nichts bekannt.

## Songs
Alle Lieder wurden von Ida May Mack geschrieben und am 29.–30. August 1928 aufgenommen.
| Titel                    | Label                         |
| ------------------------ | ----------------------------- |
| Elm Street Blues         | Victor                        |
| Good-Bye Rider           | Victor                        |
| Mr. Forty-Nine Blues     | Victor                        |
| Mr. Moore Blues          | Victor                        |
| When You Lose Your Daddy | Victor                        |
| Wrong Doin’ Daddy        | Victor                        |
| Sunday Morning Blues     | Ursprünglich unveröffentlicht |
| Country Spaces           | Ursprünglich unveröffentlicht |

## Kompilationen mit Aufnahmen von Ida May Mack (Auswahl)
- Bessie Tucker, Ida May Mack: Queens of Texas Blues (1928–1929). (Document Records, 1989)
- Ida May Mack & Bessie Tucker. Backgrounds of Jazz, vol. 2. („X“ Records, 1954)